# Sainte-Féréole
Sainte-Féréole là một xã thuộc tỉnh Corrèze trong vùng Nouvelle-Aquitaine miền trung Pháp.